# Lucien Démanet
Lucien Démanet, né le 6 décembre 1874 à Limont-Fontaine et mort le 20 juin 1943 à Denain, est un gymnaste artistique français, licencié à la Société de Hautmont (Nord). 

## Biographie
En juillet 1895 il est deuxième Prix, lors du grand concours international organisé par les sociétés de gymnastique du 18e arrondissement de Paris, sous le patronage de la municipalité (3 000 participants de 65 sociétés différentes, au vélodrome de Clignancourt).
Lucien Démanet participe à l'épreuve d'exercices combinés lors des Jeux olympiques de 1900 à Paris, et remporte la médaille de bronze. 
En 1920 à Anvers, il remporte une nouvelle médaille de bronze, au concours général par équipes. 
Son palmarès compte également au niveau international une médaille d'or en concours général par équipe, deux médailles de bronze en concours général individuel et en barre fixe, toutes acquises aux Championnats du monde de gymnastique artistique 1905.